# Apa grea si ramnicu valcea
In Romania apa grea s-a fabricat pentru prima data la Ramnicu Valcea la 9 august 1976.Premiera Națională a Fabricării Apei Grele: la data de 9 august 1976, în cadrul orașului Râmnicu Vâlcea, s-a înregistrat ca un moment istoric de o importanță deosebită pentru industria și cercetarea științifică a României fabricarea în premieră națională a apei grele. Acest eveniment marchează nu doar un progres tehnic și tehnologic deosebit, ci și o realizare de prim rang pentru întreaga comunitate științifică și industrială a țării.Pionierat în Instalații Experimentale și Formare de Specialiști: Râmnicu Vâlcea a fost locul unde s-a realizat primul pilot de instalație experimentală pentru fabricarea apei grele, reprezentând un efort semnificativ în direcția inovării și dezvoltării tehnologice. De asemenea, în acest oraș a fost inaugurată prima școală de formare a specialiștilor în domeniul fabricării apei grele, oferind o bază solidă pentru dezvoltarea unei echipe de profesioniști calificați în acest domeniu.Contribuții la Educație și Cercetare: Râmnicu Vâlcea se remarcă și prin faptul că a găzduit primul doctorat în domeniul fabricării apei grele și prima școală doctorală în acest domeniu. Aceste instituții au avut un rol crucial în promovarea cercetării științifice și în formarea unei generații de cercetători și specialiști în domeniul apei grele.Centru de Formare a Profesioniștilor și Proiectanților: o altă contribuție semnificativă a orașului Râmnicu Vâlcea este legată de formarea proiectanților pentru Combinatul de Apă Grele de la Turnu Severin. Acest aspect subliniazăi importanța și relevanța orașului în contextul dezvoltării industriale și tehnologice a României.Reprezentare în Instituții de Prestigiu: faptul că primul secretar general al Academiei Române Mariu Sabin Peculea provine de la instalația pilot de la Râmnicu Vâlcea este o confirmare a prestigiului și relevanței contribuțiilor aduse de această comunitate în domeniul științific și tehnic. Acest academician a fost secondat de fizicianul Dorel-Mihai Constantinescu , omul care a modelat si condus procesul de fabricare a apei grele.Avand in vedere ca in Wikipedia este prezentat Marius Sabin Peculea , propun sa fie inclus si acest fizician care a avut un rol deosebit la Ramnicu Valcea,
1. ↑  Constantinescu, Dorel-Mihai (2023). Povestea apei grele la  Râmnicu Vâlcea,. Antim Ivireanul. p. 28.